# Enrico Molinari
Enrico Molinari (Venezia, 21 dicembre 1882 – Milano, 15 giugno 1956) è stato un baritono italiano.

## Biografia
Studiò all'Istituto Musicale Benedetto Marcello a Venezia, esordendo come basso a Vicenza ne Il trovatore e continuando ad esibirsi regolarmente nella chiave inferiore in vari teatri italiani, per lo più di provincia, fino al 1915. Nel 1916 debuttò come baritono a Palermo ne La favorita, iniziando una brillante e lunghissima carriera, prolungatasi per 47 anni, fino ai primi anni cinquanta.
Per alcuni anni fu presente in impegnativi teatri "di tradizione" in tutta Italia, con sporadiche apparizioni anche in sedi più importanti, come Bologna, Torino, Genova e, all'estero, a Madrid, Barcellona e Lisbona. Nel 1924 fece gli importanti debutti alla Scala (Andrea Chenier) e al Teatro dell'Opera di Roma (Il crepuscolo degli dei), dove apparve  ripetutamente nel decennio successivo, accanto a presenze negli altri maggiori teatri italiani, tra cui il San Carlo di Napoli.
Il repertorio fu rivolto ai classici titoli dell'Ottocento italiano (Il barbiere di Siviglia, Guglielmo Tell, Lucia di Lammermoor, Rigoletto, Il trovatore, La traviata, Otello ecc.), con alcune puntate nel repertorio wagneriano (oltre al "Crepuscolo", Parsifal, Lohengrin). Negli ultimi anni di carriera ritornò ad alcuni ruoli di basso buffo, tra cui Don Bartolo e Melitone, e affrontò lavori del Novecento, come I quatro rusteghi e La vedova scaltra di Ermanno Wolf Ferrari, Arlecchino di Ferruccio Busoni, Monte Ivnor di Lodovico Rocca.

## Discografia
- Tosca, con  Bianca Scacciati, Alessandro Granda, dir. Lorenzo Molajoli - Columbia 1929
- Lucia di Lammermoor, con Mercedes Capsir, Enzo De Muro Lomanto, Salvatore Baccaloni, dir. Lorenzo Molajoli - Columbia 1929
- Il trovatore, con Francesco Merli, Bianca Scacciati, Giuseppina Zinetti, Corrado Zambelli, dir. Lorenzo Molajoli - Columbia 1930